# Зорница (Смолянская область)
Зорница (болг. Зорница) — населённый пункт в Болгарии. Находится в Смолянской области, входит в общину Чепеларе. Население составляет 24 человека.

## Географическое положение
Деревня расположена на юге Болгарии, в горах Родопы, 220 км. от Софии. 
на  высоте 1360 м. Климат является весьма привлекательнойм - более чем  300 дней  в год здесь море солнца. Регион является одним из самых малонаселенных в Юго-Восточной Европе.

## Туризм
Чепеларе отличное место для экологического туризма, летом мекка маунтинбайкеров, зимой горнолыжный курорт.
С декабря по апрель горы Родопы являются снежным раем - много  снега, мягкий климат. Горнолыжные трассы находятся в 5 км. от отеля "Вилла Зорница" и в 15 км. от Пампорово - крупнейшего зимнего курорта в Болгарии. Склоны весьма разнообразны: одни пригодны для новичков, другие подходят для мастеров.
В горах в районе Чепеларе летом совсем нет комаров, что делает туристические походы очень приятными. Очень красивые виды местной природы и богатая полевая и лесная растительность. Вокруг села Зорница около 50 различных благоустроенных источников воды с вкусной и чистой водой.

## Гостиницы
В селе Зорница есть гостевой дом "Вилла Зорница" Villa Zornica. Хозяева гостиницы семья болгарских яхтсменов Васил Василев и Серница Васильева. В 2008 году они получили награду от фонда "Кор Кароли" за серию из 11 статей в  период с 2006 по 2008 год. Эти статьи описывали путешествие длиной 12 000 морских миль через 17 стран и 94 яхтенные стоянки.

## Политическая ситуация
Кмет (мэр) общины Чепеларе — Тодор Костадинов Бозуков (ГЕРБ).